# Huisgen-Reaktion
Die Huisgen-Reaktion (oder auch Huisgen-Cycloaddition) ist eine Namensreaktion der organischen Chemie. Sie führt zur Synthese von 1,2,3-Triazolen und ist nach dem deutschen Chemiker Rolf Huisgen (1920–2020) benannt. Diese Reaktion ist eine Art der 1,3-dipolaren Cycloaddition, bei der ein 1,3-Dipol (häufig ein Azid) mit einem Dipolarophil (häufig ein Alkin) reagiert. Wenn ein Azid und ein Alkin verwendet wird, wird die Reaktion auch als Azid-Alkin-Huisgen-Cycloaddition bezeichnet.

## Mechanismus der Huisgen-Reaktion

Huisgen-Reaktion eines Azids mit einem Alkin

Der allgemeine Mechanismus der Huisgen-Reaktion umfasst zwei Schritte. Im ersten Schritt reagiert der 1,3-Dipol (zum Beispiel ein Azid R-N3) mit dem Dipolarophil, meist ein Alkin (R'-C≡C-R"), (alternativ ein Alken, oder ein Edukt mit Mehrfachbindung, das Heteroatome enthält, wie zum Beispiel ein Nitril oder ein Carbonyl) und bildet ein Zwischenprodukt (wie z. B. ein Azomethinylid) aus dem im zweiten Schritt durch Cycloaddition ein fünfgliedriger Ring gebildet wird, wobei aus einem Alkin beispielsweise ein 1,2,3-Triazol entsteht.

## Arten der Huisgen-Reaktion
Man unterscheidet allgemein die katalysierte und die klassische (thermische) Huisgen-Reaktion. Eine nicht-katalysierte Huisgen-Reaktion kann thermisch (durch Erhitzen) durchgeführt werden und führt zur Bildung eines Gemisches von 1,4- und 1,5-regioisomeren 1,2,3-Triazolen. Eine katalysierte Huisgen-Reaktion ist die Kupfer(I)-katalysierte Azid-Alkin-Cycloaddition (CuAAC). Diese Variante der Huisgen-Reaktion, auch als "Click-Chemie" bekannt, wurde von Karl Barry Sharpless und Valery V. Fokin weiterentwickelt. Sie erfolgt bei milderen Bedingungen und ist regioselektiv, wobei hauptsächlich 1,4-disubstituierte 1,2,3-Triazole entstehen.

## Bedeutung und Anwendungen
Die Huisgen-Reaktion, insbesondere die CuAAC, ist eine der wichtigsten Methoden in der modernen organischen Chemie. Sie zeichnet sich durch ihre Einfachheit, Effizienz und Regioselektivität aus.
Die Anwendungen umfassen:
- Materialwissenschaften: Synthese von Polymeren[3] und modifizierten Oberflächen.[4]
- Medizinische Chemie: Entwicklung von Arzneimitteln und biologisch aktiven Molekülen, insbesondere auch für die kombinatorische Synthese.[5]
- Biokonjugation: Markierung und Modifizierung von Biomolekülen wie Proteinen und DNA.[3]
- Nanotechnologie: Funktionalisierung von Nanopartikeln.[6]

## Beispiele
Ein einfaches Beispiel einer nicht-katalysierten Huisgen-Reaktion ist die Reaktion von Phenylazid mit Phenylacetylen, bei der ein Gemisch aus Regioisomeren von Diphenyl-1,2,3-Triazol entsteht. Bei der CuAAC-Variante unter Verwendung eines Kupfer(I)-Katalysators (wie CuSO4/NaAsc) entsteht dagegen das 1,4-Disubstituierte-1,2,3-Triazol.
Ein weiteres Beispiel ist die Reaktion zwischen Phenylpropargylether und Benzylazid zu 1-Benzyl-4-phenoxymethyl-1H-[1,2,3]triazol bzw. 1-Benzyl-5-phenoxymethyl-1H-[1,2,3]triazol. Die thermische Reaktion (unverdünnt, 92 °C, 18 h) ergibt beide Regioisomere in einem Verhältnis von 1,6:1 zugunsten des 1,4-Isomers. In Gegenwart von 5 Mol-% Natriumascorbat und 1 Mol-% Kupfer(II)-sulfat in einer 2:1-Mischung aus Wasser und tert-Butanol liefert die Reaktion nach acht Stunden bei Raumtemperatur das 1,4-disubstituierte Triazolprodukt in 91 % Ausbeute.

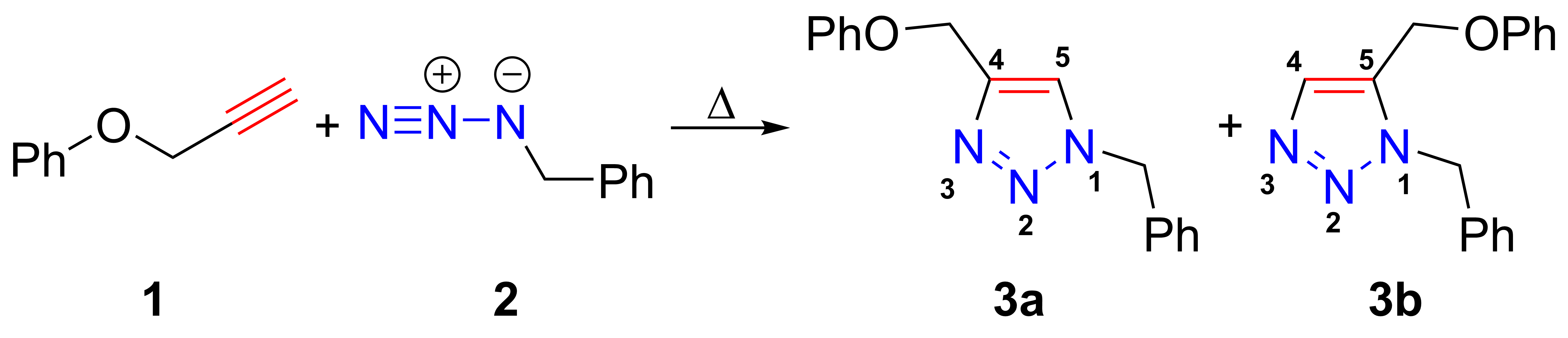
Thermische Huisgen-Reaktion zwischen Phenylpropargylether (1) und Benzylazid (2)